# 庫里亞區

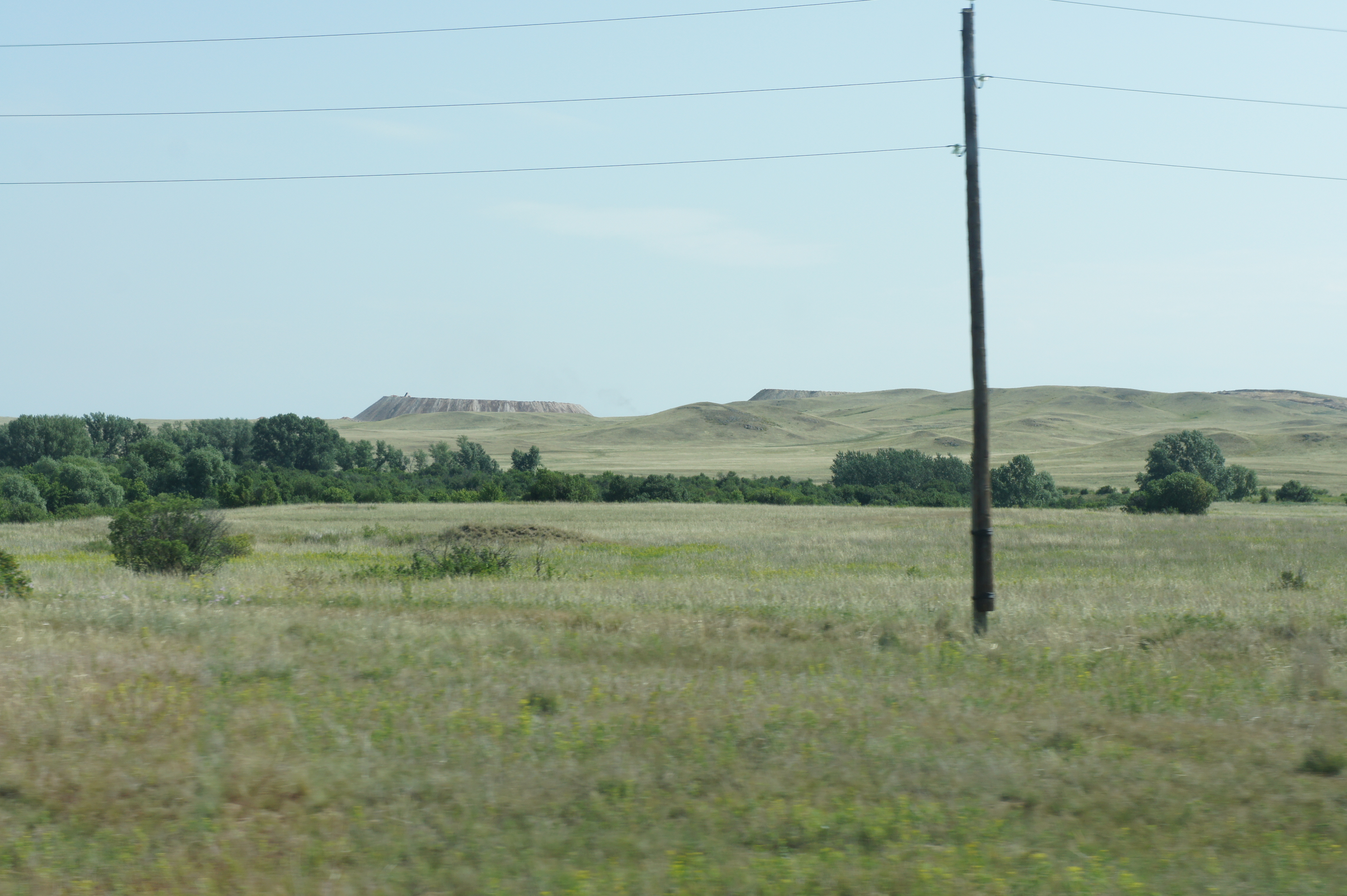

51°36′N 82°18′E / 51.600°N 82.300°E
庫里亞區（俄语：Курьинский район），是俄羅斯的一個區，位於該國南部，由阿爾泰邊疆區負責管轄，面積2,500平方公里，2010年人口11,079，人口密度每平方公里4.43人。